# Parti modéré de rassemblement
Ne doit pas être confondu avec Parti de la droite.
Pour les articles homonymes, voir Modérés.
Le Parti modéré de rassemblement (en suédois : Moderata samlingspartiet), souvent appelé pour simplifier Les Modérés (en suédois : Moderaterna) est un parti politique libéral conservateur suédois fondé en 1904, membre du Parti populaire européen et de l'Union démocrate internationale.
Le parti s'est successivement appelé Ligue électorale générale (en suédois : Allmänna valmansförbundet) (1904-1938), Organisation nationale de la droite (en suédois : Högerns riksorganisation) (1938-1952), Parti de la droite (1952-1969) (en suédois : Högerpartiet). Il prend son nom actuel (Moderata Samlingspartiet) en 1969. En 2006, le parti s'est baptisé de façon non officielle Les Nouveaux Modérés (suédois : Nya Moderaterna).
Il est depuis 1979 la première force politique au sein de la droite suédoise et le deuxième parti politique du pays. Il a hissé Carl Bildt au poste de Premier ministre entre 1991 et 1994, puis Fredrik Reinfeldt, de 2006 à 2014. Son président est depuis 2017 Ulf Kristersson.

## Historique

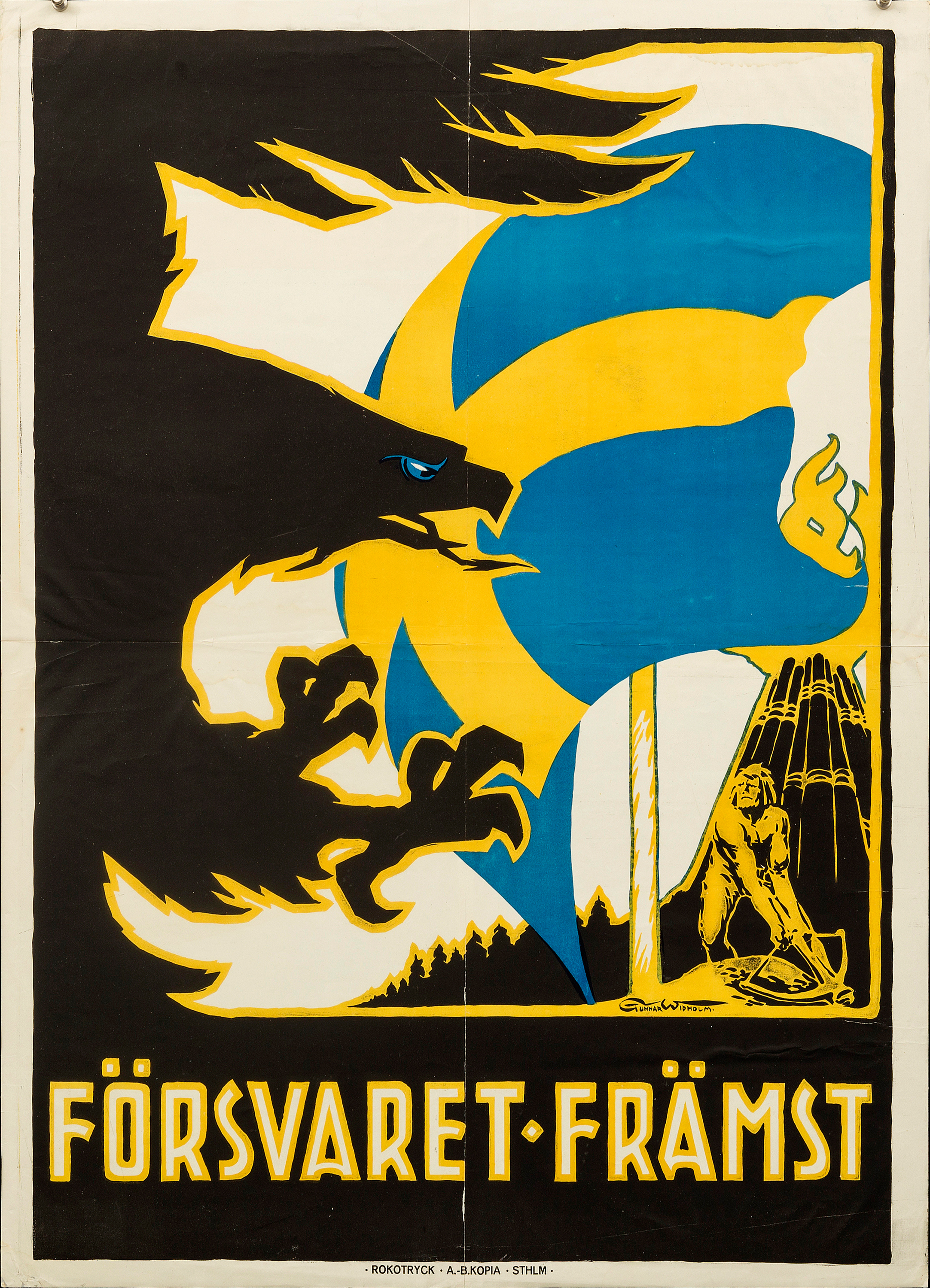
Affiche électorale de 1914 insistant sur la priorité de défense militaire.

### Origines
Le parti modéré de rassemblement a été fondé le 17 octobre 1904 dans un restaurant de Stockholm appelé Runan. L'objectif était alors de mettre sur pied une organisation de campagne électorale pour soutenir le groupe conservateur récemment formé au Riksdag. Au XIXe siècle, les conservateurs s'étaient organisés eux-mêmes au Riksdag, mais ils n'avaient jamais reçu le soutien d'un parti politique. La droite traditionnelle suédoise était également menacée par la montée du Parti social-démocrate (fondé en 1889) et des libéraux (1902). Le parti nouvellement formé a été baptisé Ligue électorale générale (en suédois : Allmänna valmansförbundet).
Au début de son histoire, le parti était clairement nationaliste et farouchement conservateur. L'importance d'une défense forte a été soulignée. Au cours de la crise politique de défense en 1914, le parti a tenu tête au Roi.
Arvid Lindman (souvent appelé « l'amiral ») est vite devenu influent au sein du parti et a été Premier ministre de Suède à deux reprises. En 1907, il a proposé l'instauration du suffrage universel masculin pour l'élection des membres du Riksdag. Il a été officiellement élu chef en 1912.
En 1928, le parti a obtenu le meilleur résultat de son histoire lors d'élections générales, avec environ 29 % des suffrages exprimés.
Les années 1930 ont vu la Ligue minée par des dissensions internes quant à la manière d'appréhender le nazisme. Son organisation de jeunesse, la « Ligue nationale pour la jeunesse de la Suède » (suédois : Sveriges Nationella Ungdomsförbund) a été pro-nazi et a mis en place des « groupes de combattants » pour lutter contre des ennemis politiques dans la rue. Le parti-mère n'a pas approuvé ce genre et développement et en 1933 elle se sépare de la Ligue nationale pour la jeunesse. Tandis que le parti mettait en place sa nouvelle organisation de jeunesse, « Les jeunes Suédois », l'ancienne ligue pour la jeunesse s'est muée en parti politique pro-nazi pour prendre part aux élections. Il restera marginal.

### Le parti de droite

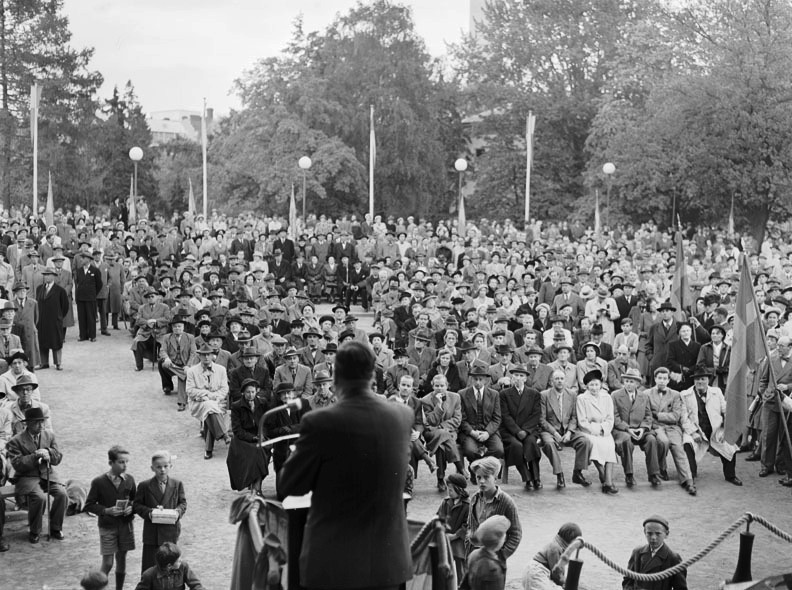
Réunion publique au Vasaparken le 25 mai 1950.

En 1934, les sociaux-démocrates ont formé un nouveau gouvernement. Ils ont gardé le pouvoir sans interruption jusqu'en 1976, la Ligue formant le principal parti d'opposition. En 1938, le parti a été rebaptisé Organisation nationale de la droite (en suédois : Högerns Riksorganisation). La droite dans son ensemble a ensuite participé au gouvernement d'union nationale avec les sociaux-démocrates au cours de la Seconde Guerre mondiale, durant laquelle la Suède est restée neutre.
En 1952, il prend le nom de Parti de droite (Högerpartiet). Sous la direction de Jarl Hjalmarson, le Parti de droite a commencé à émerger comme leader de l'opposition au gouvernement. L'année mouvementée de 1968, la révolte des étudiants et une majorité absolue pour les sociaux-démocrates ont poussé le parti à changer à nouveau de nom, pour finalement opter pour Parti modéré de rassemblement (en suédois Moderata Samlingspartiet, généralement juste dénommé Les modérés, en suédois Moderaterna) en 1969.

### Les Modérés: le premier parti de la droite
En 1970, Gösta Bohman prit la tête des Modérés. Sous sa férule, le parti entama sa mue du conservatisme traditionnelle au libéralisme. En 1976, à la suite de la victoire des partis de droite aux élections législatives, les Modérés se joignirent au gouvernement du nouveau Premier ministre issu du Parti du centre Thorbjörn Fälldin, Gösta Bohman prenant les rênes du ministère de l'économie. Ce premier gouvernement fut défait deux ans plus tard et lui succéda l'espace d'un an, un gouvernement dirigé par le libéral Ola Ullsten, à la tête d'une coalition constituée des mêmes trois partis. Lors des élections législatives de 1979, les partis de droite remportèrent un siège de plus que les partis de gauche, et formèrent un nouveau gouvernement. Néanmoins, alors que les Modérés représentaient à l'issue de ces élections et pour la première fois, le premier parti non-socialiste du pays, c'est de nouveau à Thorbjörn Fälldin que revint le poste de premier ministre, qu'il conserva jusqu'en 1982.

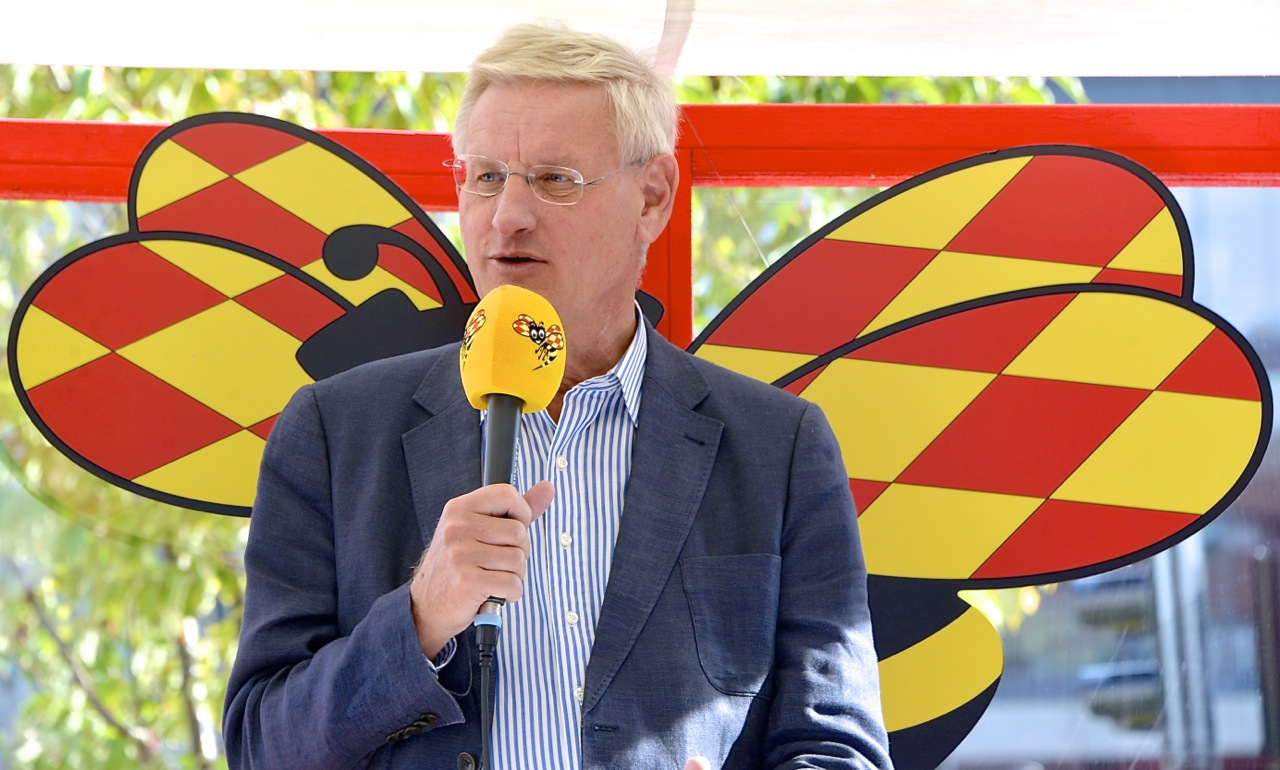
Carl Bildt (1986-1999).

En 1986, Carl Bildt devint le président. Gendre de Bohman alors, il porta de nouveau son parti lors des élections législatives de 1991. Alliés aux autres formations de droite le Parti du centre, Les Libéraux et les Chrétiens-démocrates, les Modérés conduisirent pour la première fois un gouvernement depuis 1930, de 1991 à 1994, dont Carl Bildt prit la tête. Soutenu par la Nouvelle démocratie, un parti d'extrême droite avec laquelle les tensions furent vives, ce gouvernement mena de nombreuses réformes libérales (réduction des dépenses publiques et baisse des impôts) ainsi que les négociations finales en vue de l'adhésion de la Suède à l'Union européenne.

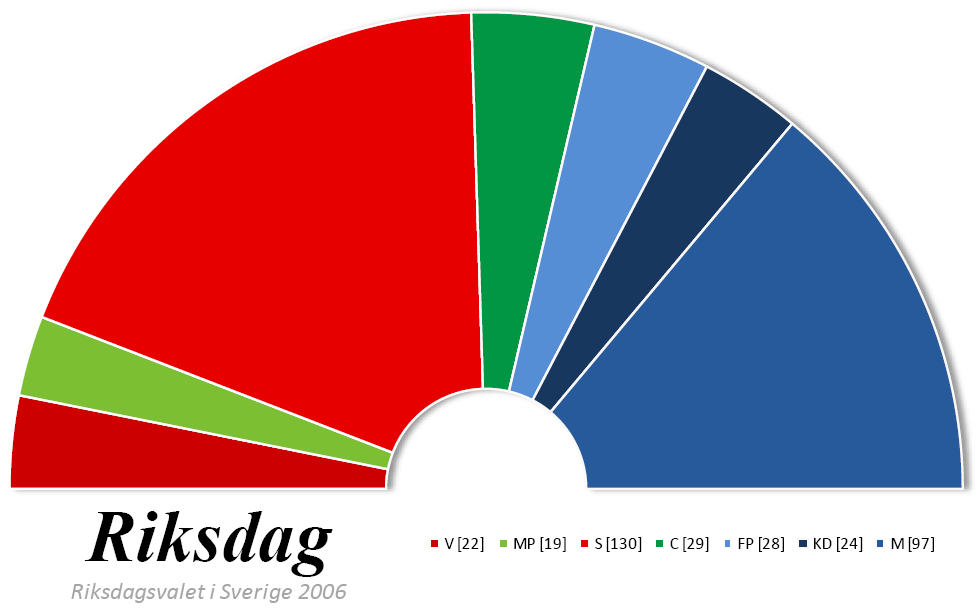
Composition du Riksdag après les élections législatives de 2006 : les Modérés sont situés tout à fait à droite.

À la suite des deux défaites consécutives du centre droit aux élections législatives de 1994 et de 1998, Bo Lundgren remplaca Bildt à la tête du parti. Celui-ci fut remplacé en 2003 par Fredrik Reinfeldt, à la suite du résultat catastrophique du parti lors des élections législatives de 2002, où il fut talonné de peu par les Libéraux. Optant pour un recentrage des Modérés en matière économique et sociale, Reinfeldt forma l'Alliance pour la Suède, coalition regroupant les quatre partis du centre droit, en vue des élections législatives de 2006. Cette stratégie d'alliance mena à la victoire du centre droit et la formation du gouvernement Reinfeldt.
Le Parti modéré s'allie à la formation d’extrême droite des Démocrates de Suède pour les élections législatives de 2022. Les conservateurs entendent disposer du soutien de l'extrême droite au parlement sans avoir à la faire entrer au gouvernement.

## Idéologie
Les Modérés déclarent que leur idéologie est un mélange de libéralisme et de conservatisme.
Le parti met l'accent sur le libéralisme économique, la privatisation, la promotion des libertés individuelles et la réduction du secteur public. Le dirigeant du parti, Ulf Kristersson, fait de la réduction des prestations sociales sa priorité. Dans son livre "Non-Working Generation", sorti en 1994, il compare la réglementation du marché du travail et le système de protection sociale en Suède à l'Apartheid en Afrique du Sud, estimant qu'il s'agit d'un « système oppressif encourageant à l'assistanat ». Il promet par ailleurs de baisser la fiscalité pour les entreprises.
Ils soutiennent également activement l'adhésion à l'Union européenne, prenant position en faveur de l'adoption de l'euro lors de la campagne du référendum de 2003. Le parti est opposé à toute forme de discrimination et s'est prononcé en faveur du mariage de personnes de même sexe.[réf. nécessaire] Il soutient l'abandon de l'objectif que la Suède s'était fixé dans les années 1960 de consacrer 1 % de son revenu brut national (RNB) à l’aide publique au développement (APD).

## Organisation
Les Modérés sont dirigés par un président (Partiledare). Il ou elle est assisté(e) par le conseil du parti.
Il est organisé au niveau national, des comtés et des municipalités. Chaque comté envoie des délégués au Congrès du Parti, qui se tient tous les deux ans.
Les jeunes membres sont organisés dans la Ligue des jeunes modérés. Il n'y a pas d'organisation étudiante officielle bien que la Confédération suédoise des conservateurs et des libéraux étudiants, qui était liée au parti, reste proche de celui-ci. Les personnes âgées peuvent se joindre aux affaires des « séniors modérés » (en suédois : Moderata seniorer).

## Électorat
Selon des études de comportement électoral suédois menées à l’université de Göteborg, les Modérés sont historiquement forts autour de Stockholm et en Scanie. Ils sont généralement plus faibles dans le nord de la Suède. Leurs électeurs traditionnels sont les cols blancs et les autres travailleurs du secteur privé, le plus souvent percevant des revenus plus élevés que la moyenne nationale. Les hommes sont également plus nombreux que les femmes parmi leurs électeurs.

## Dirigeants

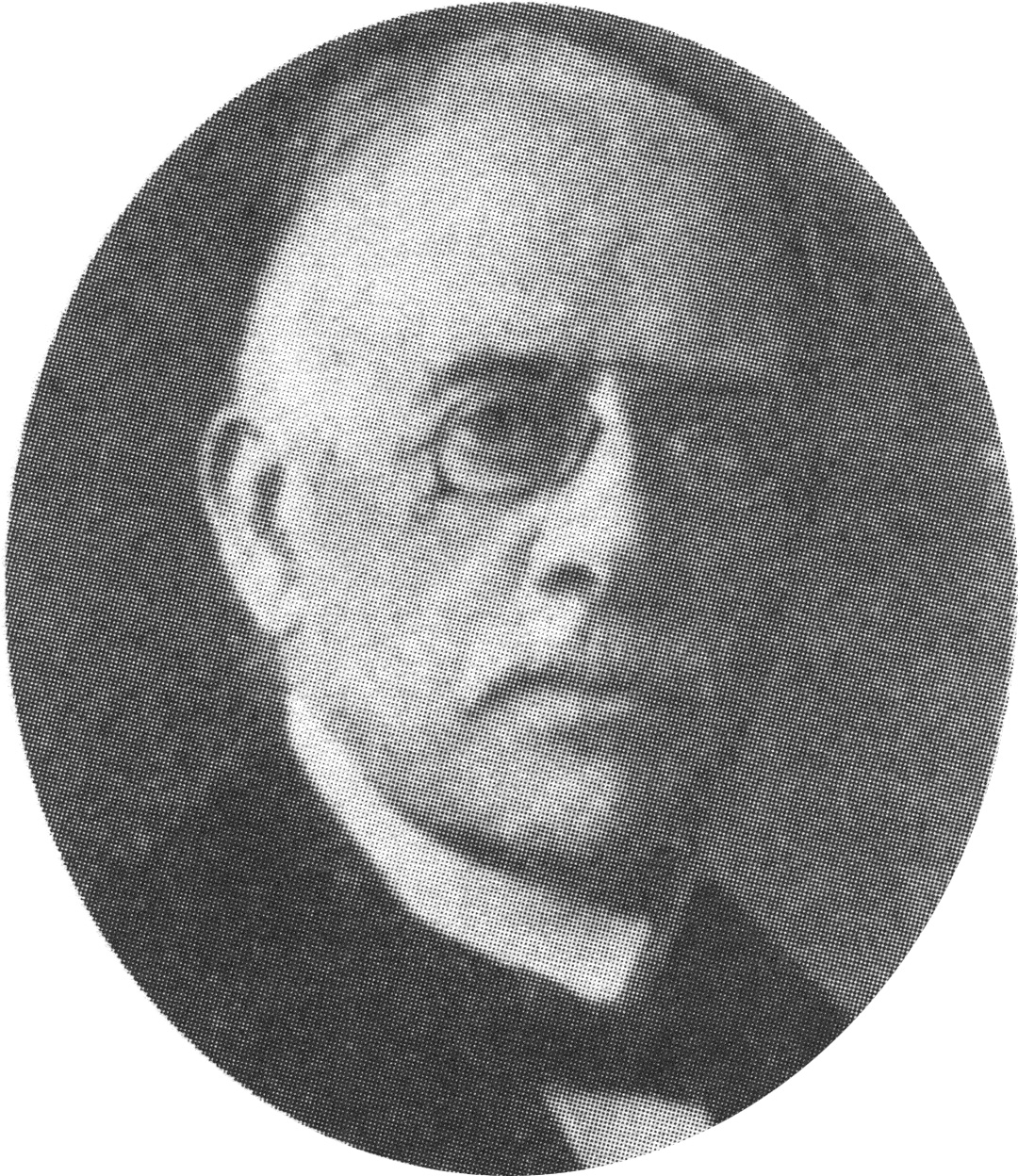
Fredrik Östberg (sv) (1904-1905)
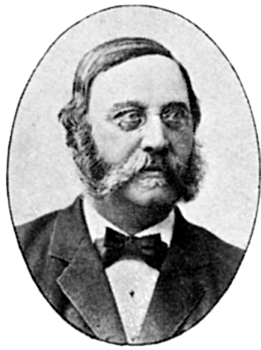
Axel Svedelius (sv) (1905-1906)
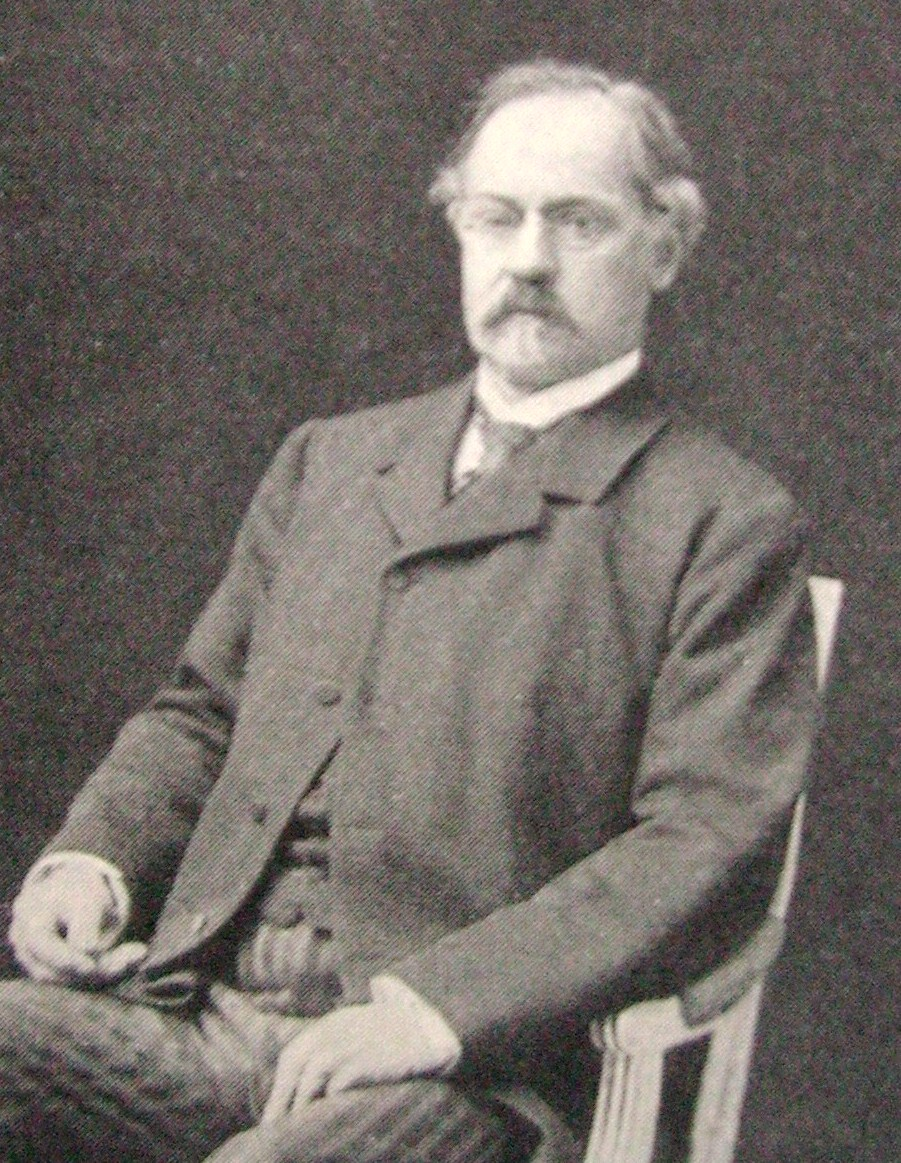
Hugo Tamm (sv) (1907)
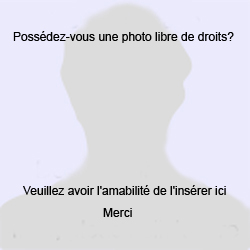
Fredrik Östberg (sv) (1908-19412)
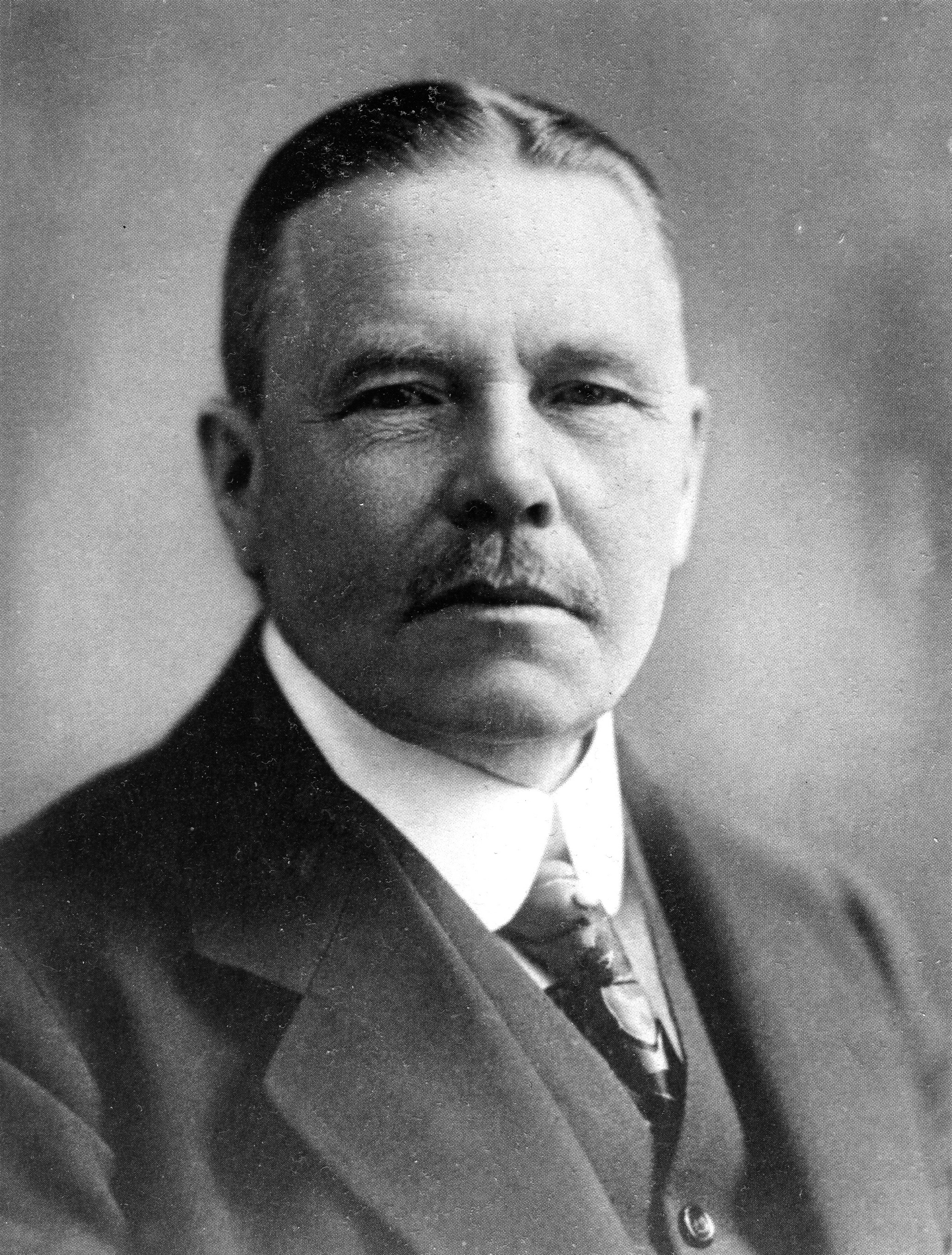
Arvid Lindman (1912-1935)
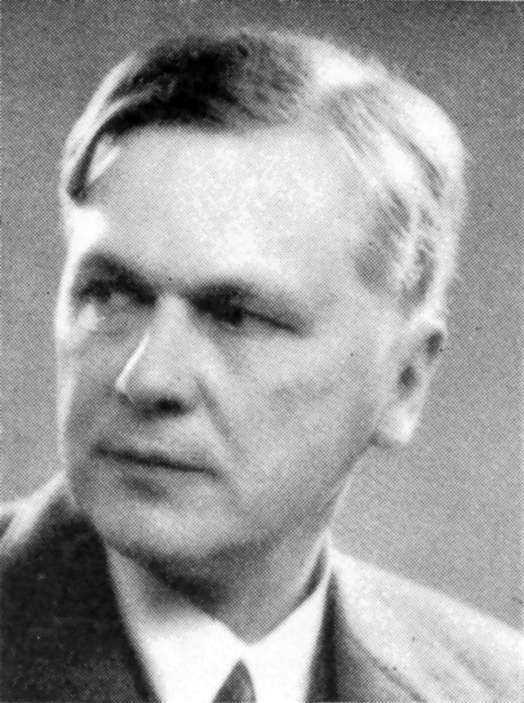
Gösta Bagge (1935-1944)
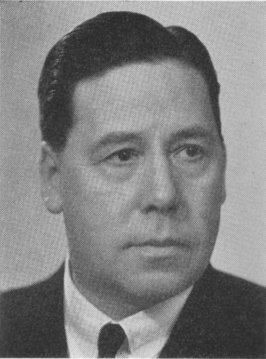
Fritiof Domö (en) (1944-1950)
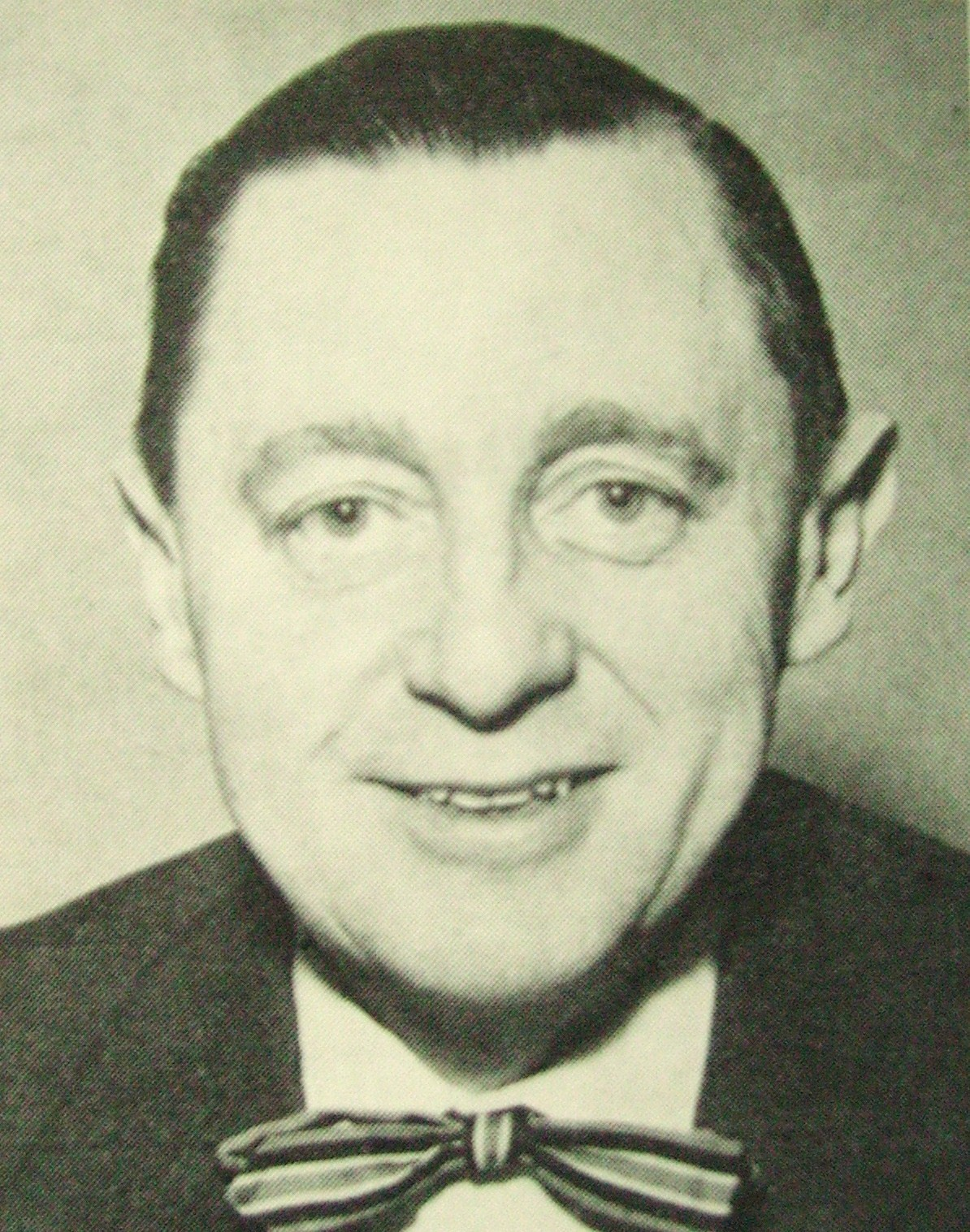
Jarl Hjalmarson (1950–1961)
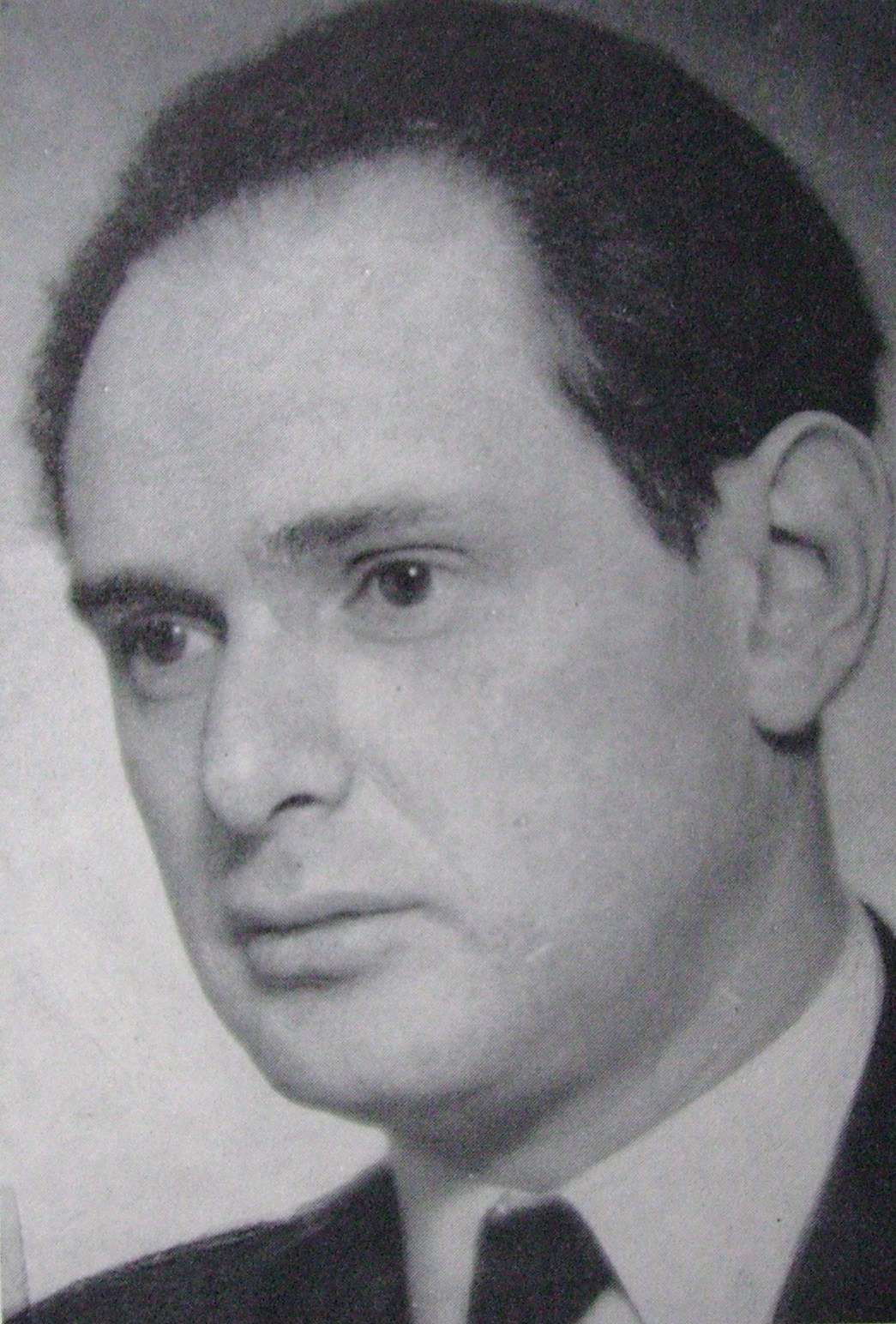
Gunnar Heckscher (en) (1961-1965)
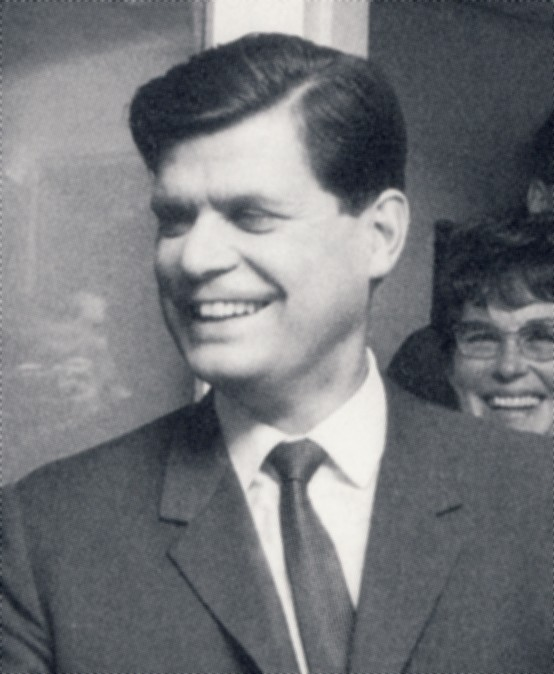
Yngve Holmberg (en) (1965-1970)
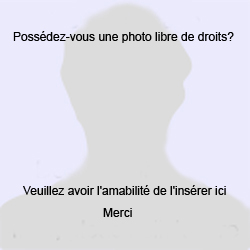
Gösta Bohman (1970–1981)
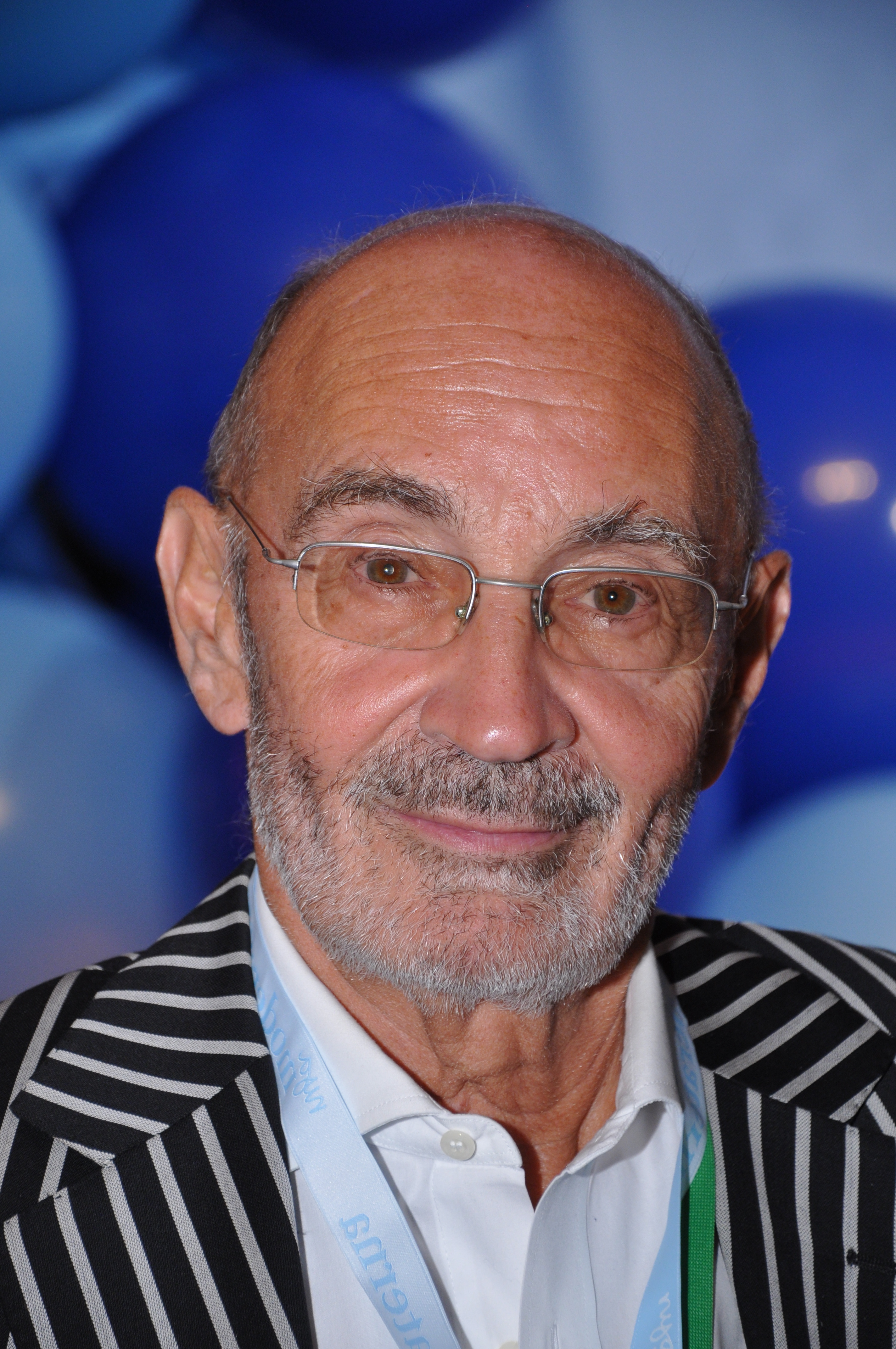
Ulf Adelsohn (en) (1981-1986)
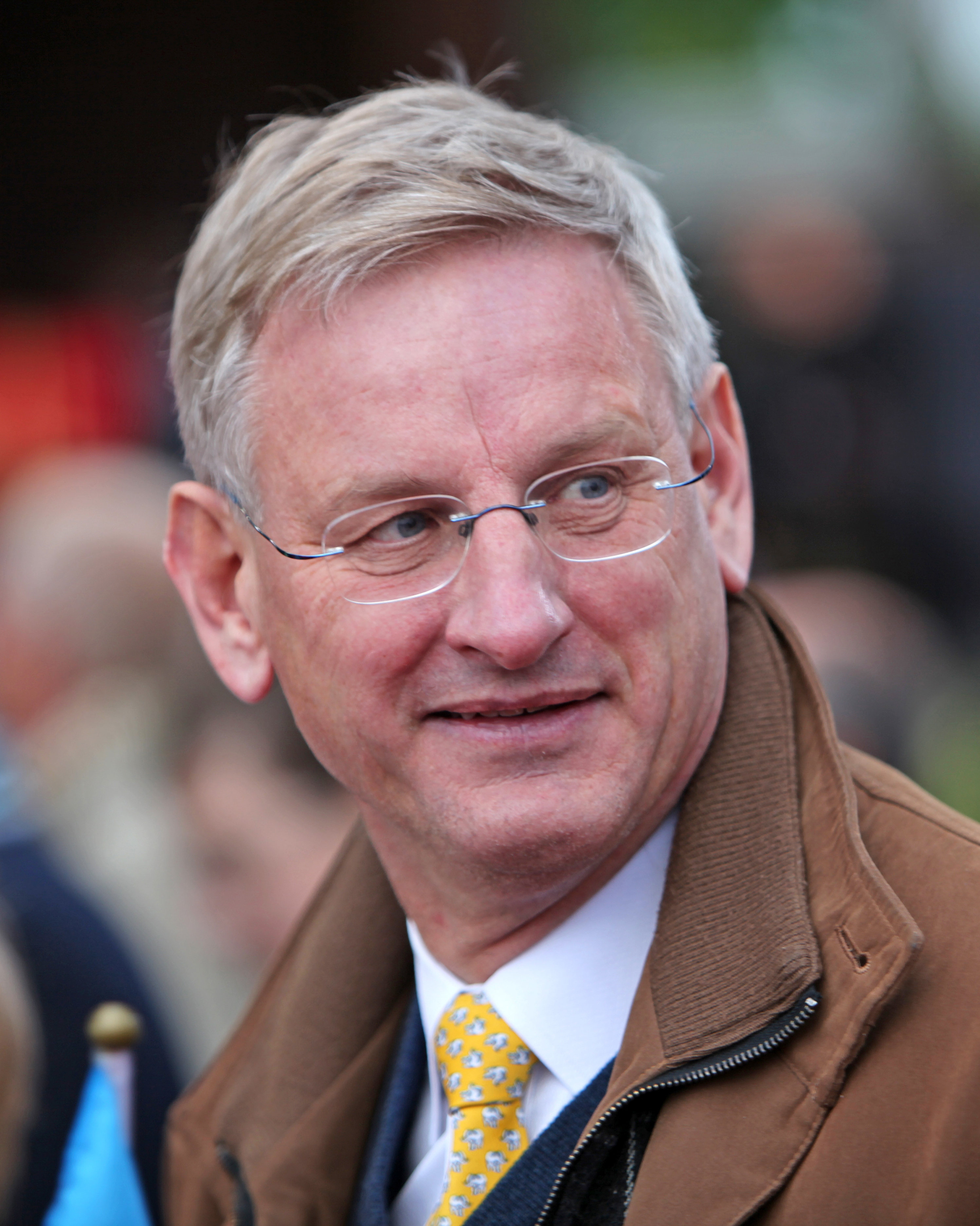
Carl Bildt (1986-1999)
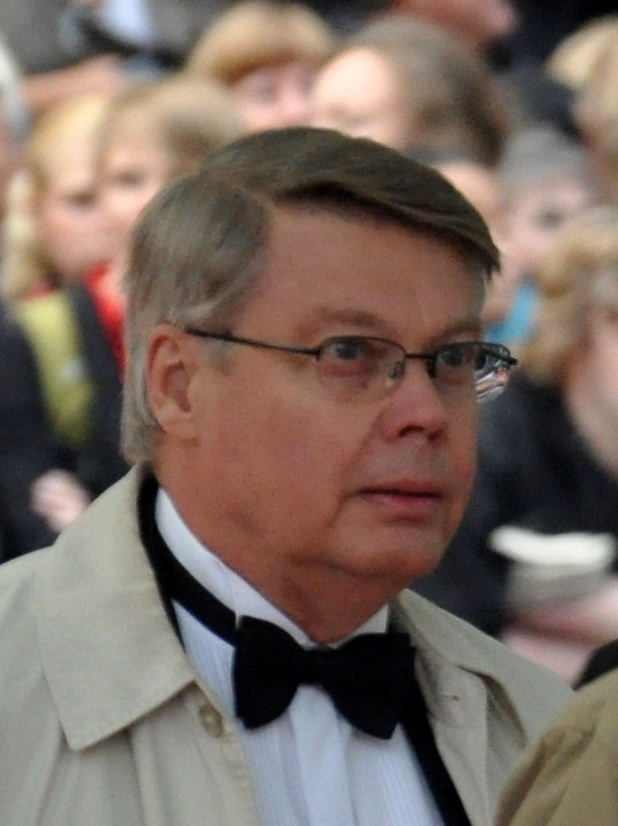
Bo Lundgren (1999-2003)
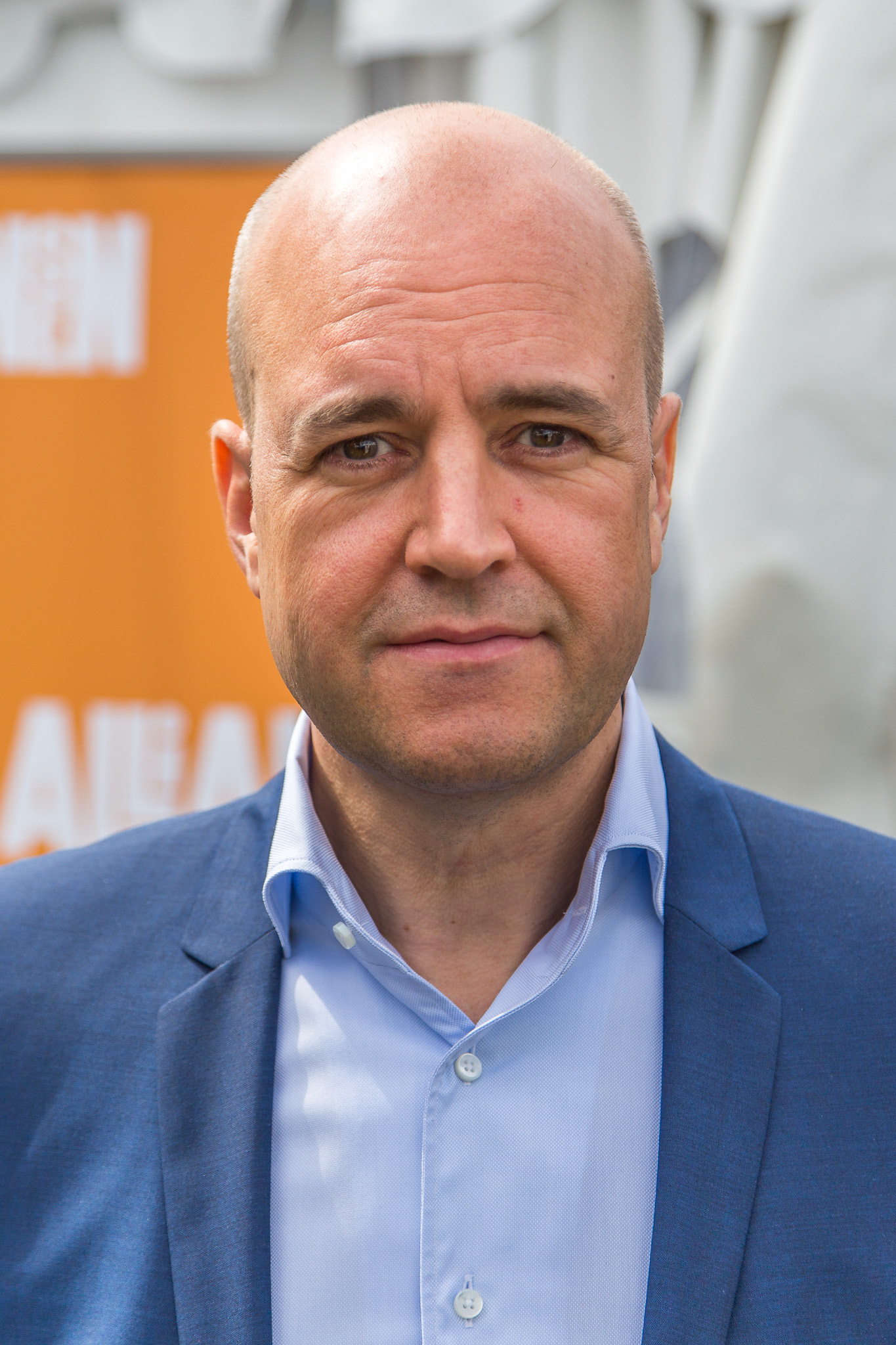
Fredrik Reinfeldt (2003–2015)
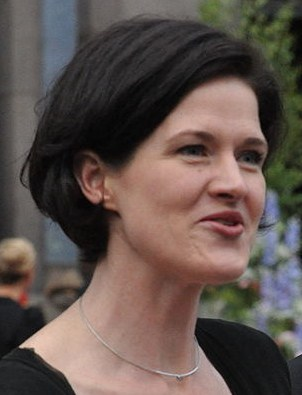
Anna Kinberg Batra (2015-2017)
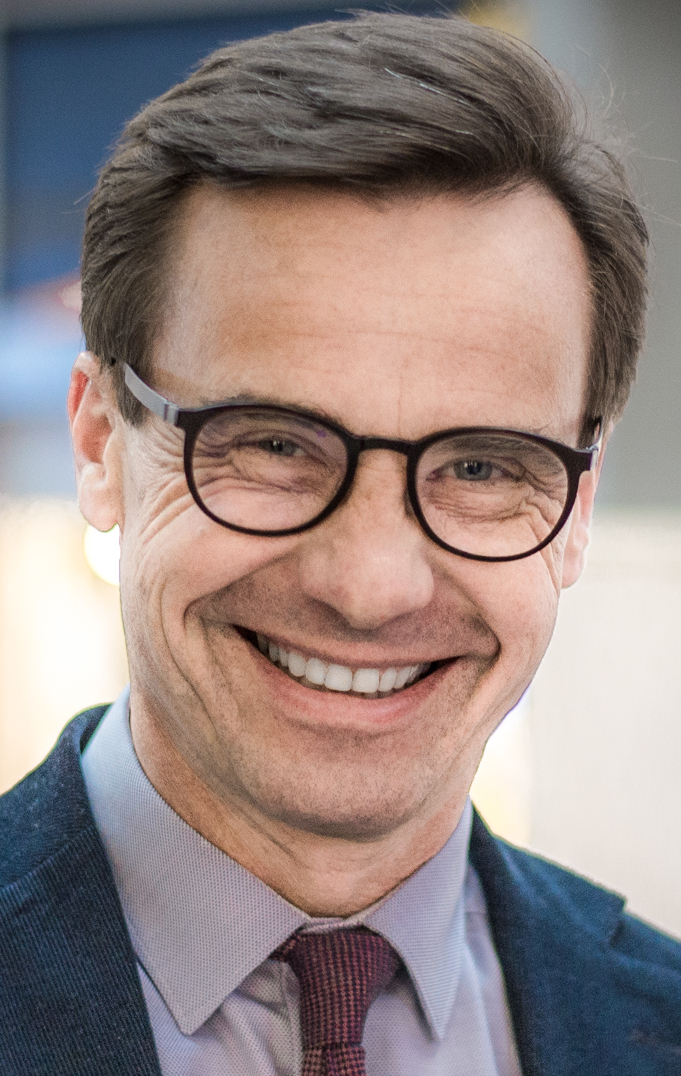
Ulf Kristersson (depuis 2017)

## Résultats électoraux

### Élections parlementaires
| Année   | Votes     | %     | Rang | Députés   | Gouvernement         |
| ------- | --------- | ----- | ---- | --------- | -------------------- |
| 1911    | 168 691   | 31,3  | 2e   | 64 / 230  | Opposition           |
| 03/1914 | 286 250   | 37,7  | 1er  | 86 / 230  | Opposition           |
| 09/1914 | 267 124   | 36,5  | 2e   | 86 / 230  | Opposition           |
| 1917    | 182 070   | 24,7  | 3e   | 59 / 230  | Opposition           |
| 1920    | 183 019   | 27,8  | 2e   | 70 / 230  | Opposition           |
| 1921    | 449 302   | 25,8  | 2e   | 62 / 230  | Opposition           |
| 1924    | 461 257   | 26,1  | 2e   | 65 / 230  | Opposition           |
| 1928    | 692 434   | 29,4  | 2e   | 73 / 230  | Lindman II           |
| 1932    | 585 248   | 23,5  | 2e   | 58 / 230  | Opposition           |
| 1936    | 512 781   | 17,6  | 2e   | 44 / 230  | Opposition           |
| 1940    | 518 346   | 18,0  | 2e   | 42 / 230  | Hansson III          |
| 1944    | 488 921   | 15,8  | 2e   | 39 / 230  | Hansson III          |
| 1948    | 418 786   | 12,3  | 4e   | 23 / 230  | Opposition           |
| 1952    | 543 825   | 14,4  | 3e   | 31 / 230  | Opposition           |
| 1956    | 663 693   | 17,1  | 3e   | 41 / 231  | Opposition           |
| 1958    | 750 332   | 19,5  | 2e   | 45 / 231  | Opposition           |
| 1960    | 704 365   | 16,6  | 3e   | 39 / 232  | Opposition           |
| 1964    | 582 609   | 13,7  | 4e   | 33 / 233  | Opposition           |
| 1968    | 621 031   | 12,9  | 4e   | 32 / 233  | Opposition           |
| 1970    | 573 812   | 11,5  | 4e   | 41 / 350  | Opposition           |
| 1973    | 737 584   | 14,3  | 3e   | 51 / 350  | Opposition           |
| 1976    | 847 672   | 15,6  | 3e   | 55 / 349  | Fälldin I et Ullsten |
| 1979    | 1 108 406 | 20,3  | 2e   | 73 / 349  | Fälldin II et III    |
| 1982    | 1 313 337 | 23,6  | 2e   | 86 / 349  | Opposition           |
| 1985    | 1 187 335 | 21,3  | 2e   | 76 / 349  | Opposition           |
| 1988    | 983 226   | 18,3  | 2e   | 66 / 349  | Opposition           |
| 1991    | 1 199 394 | 21,9  | 2e   | 80 / 349  | Bildt                |
| 1994    | 1 243 253 | 22,4  | 2e   | 80 / 349  | Opposition           |
| 1998    | 1 204 926 | 22,9  | 2e   | 82 / 349  | Opposition           |
| 2002    | 809 041   | 15,3  | 2e   | 55 / 349  | Opposition           |
| 2006    | 1 456 014 | 26,3  | 2e   | 97 / 349  | Reinfeldt            |
| 2010    | 1 791 766 | 30,1  | 2e   | 107 / 349 | Reinfeldt            |
| 2014    | 1 453 517 | 23,3  | 2e   | 84 / 349  | Opposition           |
| 2018    | 1 284 698 | 19,8  | 2e   | 70 / 349  | Opposition           |
| 2022    | 1 237 428 | 19,10 | 3e   | 68 / 349  | Kristersson          |

### Élections européennes
| Année | Votes   | %     | Rang | Députés | Groupe |
| ----- | ------- | ----- | ---- | ------- | ------ |
| 1995  | 621 568 | 23,17 | 2e   | 5 / 22  | PPE    |
| 1999  | 524 755 | 25,75 | 2e   | 5 / 22  | PPE-DE |
| 2004  | 458 398 | 18,35 | 2e   | 4 / 19  | PPE-DE |
| 2009  | 596 710 | 18,83 | 2e   | 4 / 18  | PPE    |
| 2014  | 507 488 | 13,65 | 3e   | 3 / 20  | PPE    |
| 2019  | 698 770 | 16,83 | 2e   | 4 / 20  | PPE    |
| 2024  | 736 079 | 17,30 | 2e   | 4 / 21  | PPE    |